# Beauport-Ouest
Beauport-Ouest est une ancienne municipalité du Québec. 

## Histoire
La municipalité de Beauport-Ouest a été constitué par son détachement de la municipalité de Beauport, le 30 janvier 1937.
Elle se rattache à sa municipalité d'origine, maintenant cité de Beauport, le 7 janvier 1967.

### Liste des maires de Beauport-Ouest
- 1937-1940 : Charles-Louis Parent
- 1941-1958 : Armand Lagacé[2]
- 1959-1961 : Arsène Turcotte
- 1963-1967 : Gilbert Savard[3]

### Beauport et Québec
En 2002, lors des réorganisations municipales, Beauport devient un arrondissement de la ville de Québec.

## Hommages
La rue Lagacé a été nommée en l'honneur de l'ancien maire de Beauport-Ouest, en 1968, dans la ville de Beauport maintenant présente dans la ville de Québec.

### Anciens hommages
Une partie du boulevard Louis-XIV a été nommée rue Charles-Parent en l'honneur de ce maire. Cet hommage fut présent jusqu'en 1972.